# Žejane
Žejane su maleno selo u sjevernom dijelu Istre, u blizini Muna i podno Šije, općina Matulji u Primorsko-goranskoj županiji. Prema popisu iz 2001. godine, selo ima 141 stanovnika.
Žejane su negdje u ranom 15. stoljeću osnovali i naselili vlaški pastirski narod Ćiribiraca (Istrorumunja), prešavši u Istru s otoka Krka. Stanovništvo se isprva bavilo ovčarstvom, što je u nažalost zamrlo pa danas rade u obližnjim naseljima i gradovima. U selu se očuvao tek poseban istrorumunjski jezik, nerazumljiv rumunjskom, i zvončarski običaji.  Rimokatolička crkva Sv. Andrije podignuta 1990. godine.

## Stanovništvo
| broj stanovnika | 505   | 546   | 531   | 565   | 601   | 596   | 547   | 540   | 511   | 494   | 383   | 379   | 250   | 189   | 141   | 130   | 105   |
|                 | 1857. | 1869. | 1880. | 1890. | 1900. | 1910. | 1921. | 1931. | 1948. | 1953. | 1961. | 1971. | 1981. | 1991. | 2001. | 2011. | 2021. |

## Galerija
- Žejanski zvončari na smotri na riječkom Trsatu

## Vanjske poveznice
- The IstroRomanians in Croatia (en)